# Саргинский сельсовет
Саргинский сельсове́т — сельское поселение в составе Краснооктябрьского района Нижегородской области. Административный центр — село Сарга.

## История
Статус и границы сельского поселения установлены Законом Нижегородской области от 15 июня 2004 года № 60-З «О наделении муниципальных образований - городов, рабочих посёлков и сельсоветов Нижегородской области статусом городского, сельского поселения».

## Население
| 2002 | 2010 | 2012 | 2013 | 2014 | 2015 | 2016 |
| ---- | ---- | ---- | ---- | ---- | ---- | ---- |
| 698  | ↘610 | ↘592 | ↘565 | ↘544 | ↘514 | ↘499 |
| 2017 | 2018 | 2019 | 2020 | 2021 |      |      |
| ↘485 | ↘469 | ↘443 | ↘428 | ↘413 |      |      |

## Состав сельского поселения
| № | Населённый пункт | Тип населённого пункта       | Население |
| - | ---------------- | ---------------------------- | --------- |
| 1 | Абрамово         | деревня                      | ↘116      |
| 2 | Дубровка         | деревня                      | ↘103      |
| 3 | Ерпелёво         | село                         | ↘134      |
| 4 | Лизинка          | деревня                      | →0        |
| 5 | Михайловка       | деревня                      | ↘117      |
| 6 | Орловка          | деревня                      | ↘3        |
| 7 | Родионовка       | деревня                      | →0        |
| 8 | Сарга            | село, административный центр | →137      |